# Semiothisa gnophosata
Semiothisa gnophosata är en fjärilsart som beskrevs av Walker 1862. Semiothisa gnophosata ingår i släktet Semiothisa och familjen mätare. Inga underarter finns listade i Catalogue of Life.